# Morze (przystanek kolejowy)
Morze – przystanek osobowy w miejscowości Morze, w województwie podlaskim, w Polsce. Znajduje się tu jeden peron. Przed modernizacją linii przystanek znajdował się w innej lokalizacji, w km 12,630.

## Ruch pasażerski
| Rok  | Wymiana pasażerska na dobę |
| ---- | -------------------------- |
| 2017 | –                          |
| 2022 | 0-9                        |